# Свіфт рудошиїй
Свіфт рудошиїй (Streptoprocne rutila) — вид невеликих птахів родини серпокрильцевих (Apodidae). 

## Поширення
Вид поширений в Мексиці, Центральній Америці та в горах у Південній Америці. Мешкає в різноманітних ландшафтах, включаючи вологі гірські та сосново-дубові ліси, напівлистопадні ліси, вічнозелені ліси, напіввідкриті території та невеликі людські спільноти.

## Підвиди
Виділяють три підвиди:
- S. r. griseifrons (Nelson, 1900) — Західна Мексика;
- S. r. brunnitorques (Lafresnaye, 1844) — південно-східна Мексика через Центральну Америку та вздовж Анд Колумбії, Еквадору, Болівії та Перу;
- S. r. rutila (Vieillot, 1817) — Венесуела, Тринідад.

## Опис
Птах завдовжки 13-14 см. Загальне забарвлення птаха темно-коричневе, майже чорне. На шиї та потилиці у дорослих птахів каштаново-коричневий комірець, який у самиць може бути неповним або зовсім відсутнім. Хвіст довгий, а крила довгі серпоподібні.